# Korosteń Żytomierski
Korosteń Żytomierski (ukr. Коростень-Житомирський) – węzłowa stacja kolejowa w miejscowości Korosteń, w rejonie korosteńskim, w obwodzie żytomierskim, na Ukrainie. Węzeł linii Korosteń – Żytomierz z liniami Kijów – Kowel oraz Kalinkowicze – Szepetówka.